# Heaton Chapel
Heaton Chapel är en stadsdel i Stockport i Storbritannien.   Den ligger i grevskapet Greater Manchester och riksdelen England, i den centrala delen av landet, 250 km nordväst om huvudstaden London. Heaton Chapel ligger 67 meter över havet och antalet invånare är 3 296.
Terrängen runt Heaton Chapel är platt, och sluttar västerut. Runt Heaton Chapel är det mycket tätbefolkat, med 1 517 invånare per kvadratkilometer. Närmaste större samhälle är Manchester, 7,0 km nordväst om Heaton Chapel. Runt Heaton Chapel är det i huvudsak tätbebyggt.